# 張惇涵
張惇涵（1981年07月17日—），中華民國政治人物，生於基隆市，民主進步黨籍，現任總統府副秘書長、總統府全社會防衛韌性委員會、總統府國家氣候變遷對策委員會與總統府健康台灣推動委員會副執行秘書，曾任桃園市政府新聞處處長、總統府發言人兼總統辦公室主任、總統府原住民族歷史正義與轉型正義委員會副執行秘書。國立臺灣大學政治學系學士、臺大政治學研究所碩士。大學時期即參與學生公共事務，曾擔任第15屆臺大學生會新聞部副部長、臺大學生代表，並曾任批踢踢公關站長。

## 早年
2004年時任總統陳水扁競選連任時，張惇涵擔任北台灣青年總部執行長；此後張惇涵歷任民進黨立法委員吳秉叡辦公室秘書、政務委員林錫耀辦公室機要秘書、臺灣省主席機要秘書等職務。

## 近年活動
2010年台北市市長選舉，張惇涵擔任民進黨候選人蘇貞昌競選辦公室文宣部副主任，提出宣傳口號「台北超越台北」，協助蘇貞昌颳起「超越旋風」。
2012年中華民國總統大選，張惇涵擔任民進黨候選人蔡英文競選辦公室新聞部副主任。2013年12月，由於民進黨發言人王閔生宣布投入台北市大安區、文山區市議員黨內初選，張惇涵接任民進黨中央黨部主席室主任兼發言人。
2014年12月25日，張惇涵接任桃園市政府新聞處處長。
政府中樞
2019年1月21日，張惇涵就任總統府發言人。
2022年7月，張惇涵接任總統辦公室主任，同時兼任總統府發言人。
2023年1月31日，張惇涵升任總統府副秘書長。

## 言論及事件
- 2017年5月，桃園市市長鄭文燦宣稱2017桃園農業博覽會光是五一勞動節三天連續假期就湧入五百萬人次，被網友質疑數字灌水。2017年5月5日，《台灣蘋果日報》記者現場觀察，偌大場地僅零星散客，遊園車排隊人數僅十餘人，幾個小時估算園區頂多一千人；張惇涵否認數字灌水，強調實際統計人次就是五百萬人次、而不是五百萬人[5]。

- 2020年5月，政經傳媒創辦人兼《政經關不了》主持人彭文正因被張惇涵發新聞稿指控蔡英文論文門相關評論不實，控告張惇涵涉嫌《中華民國刑法》「加重誹謗罪」與「公然侮辱罪」。2020年5月29日台北地方法院開庭，張惇涵表示，引起本案事由的新聞稿是他自己寫的，內容不須經過總統蔡英文同意，蔡英文並不知情；法官卓育璇勸告張惇涵，「事實怎樣就怎樣，不要自己扛責任」。前總統府副秘書長蕭旭岑說，張惇涵的發言絕非事實：如果總統府發言人談話不需總統同意，「總統府發言人就叫『名嘴』了」[6]。

- 2020年12月29日，台灣民意基金會公布最新民調，董事長游盈隆表示，總統蔡英文整體聲望明顯下滑，顯示其總統第二任蜜月期已於本月結束[7][8]。張惇涵表示，民調在不同的時間點、不同的調查方法、不同的設計都會有不同的結果，執政團隊會將民調做為參考，「執政團隊沒有假期，更不可能有蜜月期」。游盈隆駁斥，張惇涵顯然不知道「總統蜜月期」幾乎已經是當代政治學的常識，「執政團隊沒有假期，更不可能有蜜月期」一語更與「總統蜜月期」毫無關係[9]。

## 榮譽

### 中華民國勳章獎章
- 二等景星勳章（2024年5月13日於總統府頒授）[10]

## 個人生活
張惇涵之妻為新聞主播陳璽鈞，曾任華視新聞主播、《華視新聞雜誌》主持人、鏡電視新聞台專職主播。